# Resolució 71 del Consell de Seguretat de les Nacions Unides
La Resolució 71 del Consell de Seguretat de les Nacions Unides, aprovada el 27 de juliol de 1949, li preguntava a l'Assemblea General sota quines condicions Liechtenstein podia convertir-se en membre de l'Estatut de la Cort Internacional de Justícia. El Consell va determinar que si Liechtenstein acceptava les provisions de l'Estatut, acceptaria totes les obligacions d'un membre de les Nacions Unides sota el article 94 de la Carta, comprometre's a contribuir amb les despeses de la Cort i si el govern nacional ratificava l'Estatut, Liechtenstein podia formar part de l'Estatut de la Cort Internacional de Justícia.
La resolució va ser aprovada amb 9 vots a favor i cap en contra; l'RSS d'Ucraïna i la Unió Soviètica es van abstenir de votar.